# Дюссельдорф ЕГ (хокейний клуб)
«Дюссельдорф ЕГ» (нім. Düsseldorfer EG) — хокейний клуб з м. Дюссельдорф, Німеччина. Заснований у 1935 році як «Дюссельдорф» ЕГ, з 2001 року — «ДЕГ Метро Старс» (нім. DEG Metro Stars), всі права на клуб придбала торговельна компанія METRO Group. Виступає у Німецький хокейній лізі. 
Домашні ігри команда проводить на «ISS Dome» (13400). Офіційні кольори клубу червоний та жовтий.

## Історія
Перед сезоном 2005/06 у клуб на посаду генерального менеджера прийшов Ленс Нетері, який фундаментально змінив клуб, на посаду головного тренера запросив Дона Джексона. Клуб повернувся до трійки лідерів: 2006 — друге місце, 2007 — поступились у півфіналі. На початку сезону 2007/08 клуб покинув Дон Джексон, а новий тренер Славомир Ленер вже 4 листопада 2007 року був відправлений у відставку, таким чином Ленс знову поєднав роботу тренера та менеджера. У кваліфікації до плей-оф перемогли у серії «Ганновер Скорпіонс» 2:1. У півфіналі команда програє майбутнім чемпіонам «Айсберен Берлін» 2:3.
У сезоні 2008/09 клуб очолює новий головний тренер Гарольд Крейс. Суттєво змінюється і склад, команду посилюють: Торе Вікінгстад, Клаус Катан, Роберт Дітріх та Даррен ван Імпе. У регулярному сезоні «ДЕГ Метро Старс» посідає третє місце, а у плей-оф програють фінальну серію «Айсберен Берлін» 1:3. Наступний сезон став менш вдалим, шосте місце за підсумками регулярного чемпіонату та суха поразка у чвертьфіналі від «Грізлі Адамс Вольфсбург» 0:3. Це був перший раз, коли ДЕГ Метро Старс під керівництвом Нетері не досяг навіть стадії півфіналу.
На початку сезону 2010/11 Ленс запросив на посаду головного тренера Джеффа Томлінсона. Бюджет клубу був скорочений, і тренери більше приділяли увагу підготовці молодих гравців власної спортшколи. У січні 2012 року, Ленс Нетері покинув Дюссельдорф.
Півфіналіст чемпіонату 2015 року, у серії поступився Інгольштадту 1:4.

## Досягнення
- Чемпіон Німеччини (8): 1967, 1972, 1975, 1990, 1991, 1992, 1993, 1996.
- Володар Кубка Німеччини (1): 2006.
- Фіналіст Кубка європейських чемпіонів — 1992.